# Королевство Лаос
Королевство Лаос (лаос. ພຣະຣາຊອານາຈັກລາວ) — государство в Юго-Восточной Азии, существовавшее с 1949 года по 1975 год.

## История создания
В течение многих веков на территории современного Лаоса существовали в основном отдельные княжества — либо независимые, либо подчинявшиеся одному из соседних крупных государств. Единой административной сущностью Лаос стал во времена Французского Индокитая: генерал-губернатор Поль Думер создал протекторат Французский Лаос, состоявший из королевства Луангпхабанг и девяти провинций, вместе подчинявшихся французскому верховному резиденту, который в свою очередь подчинялся напрямую генерал-губернатору Индокитая.
В годы Второй мировой войны Режим Виши заключил соглашение с правительством Японии, в соответствии с которым на территории Французского Индокитая были размещены японские войска. 9 марта 1945 года японские войска устроили военный переворот и свергли французскую администрацию в Индокитае; 4 апреля 1945 года под давлением японцев король Луангпхабанга Сисаванг Вонг провозгласил независимость Лаоса.
По окончании войны французы попытались восстановить в Индокитае довоенное положение, однако Вьентьян взял твёрдый курс на независимость. В Лаосе движение Лао Иссара свергло монархию и попыталось установить республику.
В результате военных действий французы в 1946 году вернули королю трон. Пытаясь сохранить прежнюю колониальную систему под новым флагом, правительство Франции создало в октябре 1946 года Французский Союз, одним из ассоциированных членов которого 23 декабря 1947 года стал Лаос. 19 июля 1949 года Лаос получил самоуправление, став ассоциированным членом Индокитайской Федерации.
В 1950—1953 годах королевское правительство реорганизовало управление страной, создало армию, открыло посольства в США, Великобритании и Таиланде. В сентябре 1953 года французские представители передали последние свои полномочия представителям королевских властей Лаоса, и 22 октября 1953 года было подписано Соглашение о дружбе и сотрудничестве между Лаосом и Францией, признававшее Лаос полностью независимым государством.

## Неустойчивые коалиции
После обретения независимости за власть над Лаосом стали бороться три группировки: «нейтралисты», группирующиеся вокруг принца Суванна Фума, «правые», группирующиеся вокруг принца Бун Ума из Тямпассака, и «левые», объединённые в «Патриотический фронт Лаоса» во главе с Кейсон Фомвиханом и принцем Суфанувонгом.
После франко-лаосского соглашения 1953 года Лаос стал конституционной монархией: королём был Сисаванг Вонг, а премьер-министром — принц Суванна Фума. Подписанты Женевских соглашений 1954 года обязались уважать суверенитет, независимость, территориальное единство и целостность Лаоса. Однако 21 июля 1954 года президент США Дуайт Эйзенхауэр заявил, что Соединённые Штаты «не считают себя связанными» решениями, которые были приняты конференцией в Женеве. 8 сентября 1954 года в Маниле был подписан договор о создании военного блока СЕАТО (Лаос в него не вошёл). Государственный секретарь США Дж. Ф. Даллес заявил, что США будут «защищать Лаос в соответствии с Манильским договором, бороться против деятельности коммунистов».
Ещё весной 1953 года в Лаосе появились первые «освобождённые зоны», которые контролировались Народно-освободительной армией Лаоса. В середине 1950-х НОАЛ контролировала провинции Самныа, Пхонгсали, а также — частично — Сиангкхуанг и Луангпхабанг.
В апреле 1956 года вьентьянское королевское правительство возглавил принц Суванна Фума. 10 апреля 1956 года Суванна Фума и Суфанувонг подписали коммюнике и декларацию по кругу вопросов, касающихся политического урегулирования в стране. По итогам этих соглашений в апреле 1957 года Суванна Фума заявил о сформировании правительства с участием представителей Патриотического фронта.
С мая 1957 года по осень 1958 Лаос сотрясали острые политические кризисы. В итоге с помощью ЦРУ к власти пришло правительство, которое выражало интересы крайне правых кругов, возглавил его один из богатейших феодалов — Фуи Сананикон. В феврале 1959 года Сананикон объявил об отказе от решений Женевского совещания 1954 года и обратился за поддержкой к США. В сентябре 1959 года правительство Фуи Сананикона обратилось в Совет безопасности ООН с жалобой на агрессию со стороны ДРВ, и США не замедлили выразить стремление «взять Лаос под защиту», однако комиссия ООН не выявила доказательств, которые бы свидетельствовали об агрессии против Лаоса со стороны Демократической республики Вьетнам. Тем временем «правые» начали охоту на руководителей Патриотического фронта Лаоса. Были арестованы Суфанувонг, Фуми Вонгвичит и другие руководители; они остались живы лишь благодаря тому, что совершили побег.
Тем временем на полях сражений правительственная армия терпела поражение за поражением. НОАЛ взяла под контроль свыше половины территории страны. В конце января 1961 года в Каире состоялась чрезвычайная сессия Совета Организации солидарности народов Азии и Африки, которая приняла специальную резолюцию по Лаосу. В резолюции осуждались агрессивные действия США и одобрялось предложение о созыве международного совещания для урегулирования лаосского вопроса. В такой обстановке в Вашингтоне сочли, что лучше согласиться на нейтралитет Лаоса, нежели «потерять окончательно страну, допустив полный контроль левых сил». 23 марта 1961 года на пресс-конференции президент США Дж. Ф. Кеннеди заявил, что США стремятся к миру, а не к войне в Лаосе.
16 мая 1961 года в Женеве открылось Совещание по Лаосу, в котором участвовали делегации Лаоса, ДРВ, Камбоджи, СССР, США, Великобритании, Франции, КНР, Индии, Польши, Канады, Бирмы, Таиланда и Южного Вьетнама. Лаос представляли три основные политические силы — «левые», «правые» и «нейтралисты». в результате 23 июня 1962 года было сформировано трёхстороннее Правительство национального единства, в которое вошли 11 «нейтралистов» и по 4 представителя от «левых» и «правых». 23 июля 1962 года страны — участницы Совещания приняли Декларацию о нейтралитете Лаоса и Протокол к Декларации, который предусматривал установление срока вывода с территории Лаоса иностранных войск и военного персонала, запрещал военные поставки за исключением вооружения обычного типа, необходимого для национальной обороны.

## Гражданская война
Вскоре после подписания Женевского соглашения 1962 года генерал Сихо — начальник военной полиции и агент ЦРУ — сколотил специальную группу для расправы над патриотами. В апреле 1963 года были убиты министр иностранных дел Киним Фолсен и ряд других деятелей, принадлежавших к «нейтралистам». В апреле 1964 года «правые» во главе с генералами Купраситом Абхаем и Сихо совершили государственный переворот. Путчисты ввели во Вьентьяне чрезвычайное положение, власть перешла в руки т. н. «революционного комитета». С приходом к власти военных возобновились боевые действия против районов, контролируемых «Патет Лао», одновременно американская авиация приступила к бомбардировке юго-восточных районов страны, где проходила т. н. «Тропа Хо Ши Мина».
Не желая огласки вмешательства США в эту гражданскую войну (которое было нарушением нейтралитета Лаоса), ЦРУ подготовило отряды из примерно 30 тыс. лаосцев, преимущественно мяо (хмонгов), во главе с генералом Ванг Пао, по происхождению мяо. Эта секретная армия активно поддерживалась авиацией США. В свою очередь, регулярная северовьетнамская армия активно участвовала в боях на стороне Патет Лао, что скрывалось правительством Северного Вьетнама.
Кульминацией боевых действий стало вторжение в январе-феврале 1971 года американских и южновьетнамских войск в Лаос в районе дороги № 9. Разгром американо-сайгонской группировки в прессе тех лет назвали «лаосским вариантом Дьенбьенфу».
В октябре 1972 года начались переговоры между вьентьянской администрацией и Патет Лао. 27 января 1973 года в Париже было подписано Соглашение о прекращении войны и восстановлении мира во Вьетнаме, что поспособствовало позитивному развитию событий в Лаосе. 21 февраля 1973 года во Вьентьяне было подписано Соглашение о восстановлении мира и достижении национального согласия в Лаосе, вступившее в силу в полдень 22 февраля. В апреле 1974 года были учреждены коалиционные органы власти: Временное правительство национального единства во главе с Суванна Фумой, и Национальный политический коалиционный совет во главе с Суфанувонгом.

## Создание ЛНДР
25 апреля 1975 года в Саваннакхете прошло секретное совещание правых политических лидеров и генералов, которые договорились совместными усилиями свергнуть коалиционное правительство. Переворот был назначен на утро 11 мая. Однако мятеж не прошёл. Выявилась прямая связь заговорщиков с посольством США во Вьентьяне и Управлением международного развития (USAID). 1 мая 1975 года во Вьентьяне и других городах состоялись митинги, участники которых требовали устранения реакционеров из государственных органов и армии, прекращения американского вмешательства в дела Лаоса.
23 августа 1975 года во Вьентьяне была учреждена народная администрация. 2 декабря 1975 года было провозглашено образование Лаосской Народно-Демократической Республики.

## Социально-экономическое развитие
Королевство Лаос было преимущественно аграрной страной. Развитие промышленности тормозилось в том числе гражданской войной. Преобладали мелкие крестьянские хозяйства, а в ряде районов сохранялось подсечно-огневое земледелие. Основными культурами к 1975 году были рис и кукуруза. Также выращивались табак, кофе, хлопок, опийный мак, картофель, соя, маниок, цитрусовые и масличные. На экспорт шла продукция лесной промышленности — например, бензой. Плантации гевеи не получили развития. Промышленных объектов было очень мало — оловянная шахта Фонтиу (добытая руда шла на экспорт в непереработанном виде), цементный завод, хлопкоочистительная фабрика во Вьентьяне, мелкие предприятия лёгкой промышленности. В период независимости сильно развилась гидроэнергетика — к 1975 году в стране функционировали 6 крупных электростанций. Также в королевстве быстро рос автомобильный парк: в 1948 году в стране было 300 машин, в 1975 году уже 18 тыс. автомобилей. Железных дорог не было.